# كاتدرائية المودينا (مدريد)
كاتدرائية ألمودينا (بالإسبانية: Santa María la Real de La Almudena)‏ هي كنيسة كاثوليكية تقع في مدريد. وهي مقر أبرشية مدريد للروم الكاثوليك. تم تكريس الكاتدرائية من قبل البابا يوحنا بولس الثاني في عام 1993.

## التاريخ
عندما تم نقل عاصمة إسبانيا من طليطلة إلى مدريد في عام 1561 ، بقي مقر الكنيسة في إسبانيا في طليطلة ولم يكن للعاصمة الجديدة كاتدرائية. نوقشت خطط بناء كاتدرائية في مدريد مخصصة لعذراء المودينا في وقت مبكر من القرن السادس عشر ولكن على الرغم من أن إسبانيا قامت ببناء أكثر من 40 مدينة في العالم الجديد خلال ذلك القرن ، الكثير من الكاتدرائيات والحصون ، وتكلفة التوسع والاحتفاظ جاءت الإمبراطورية أولاً وتم تأجيل بناء كاتدرائية مدريد. كانت جعل الكاتدرائية أكبر ما شاهده العالم على الإطلاق أولوية. جميع المدن الإسبانية الرئيسية الأخرى لديها كاتدرائيات عمرها قرون ، ومدريد لديها أيضًا كنائس قديمة ، لكن بناء ألمودينا بدأ فقط في عام 1879.